# Burcht van Rummen

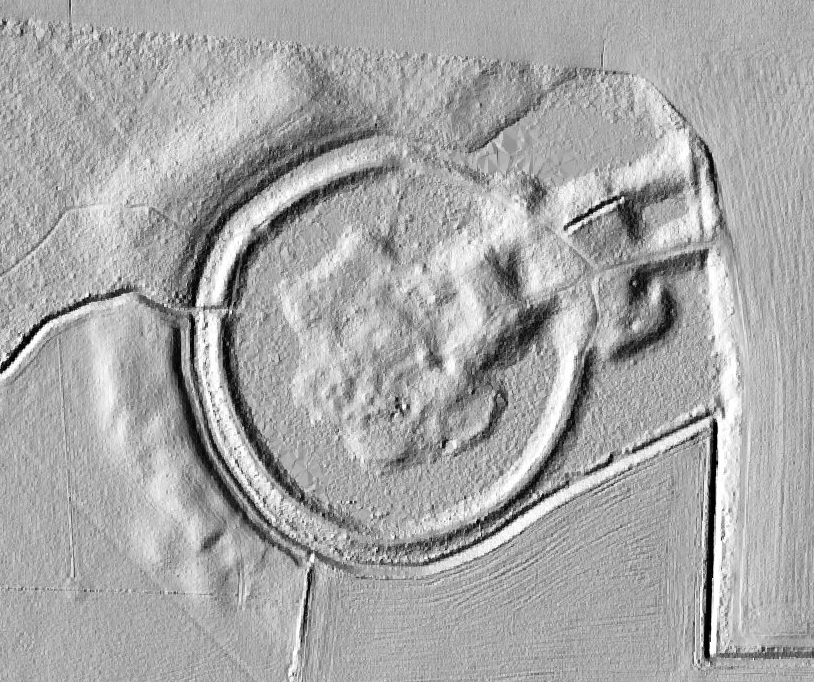
Digitaal model van de burcht van Rummen

De Burcht van Rummen is een voormalige burcht in de tot de Vlaams-Brabantse gemeente Geetbets behorende plaats Rummen, gelegen aan de Kasteellaan.

## Geschiedenis
Het kasteel werd gebouwd in opdracht van Arnold van Rummen, graaf van Loon, en van 1353-1362 bouwde men een waterkasteel. In 1365 werd dit belegerd door troepen uit het Prinsbisdom Luik. Na negen weken werd de burcht ingenomen en verwoest. Het graafschap Loon werd onderdeel van het Prinsbisdom en hield als zodanig op te bestaan.
De stenen van de burcht werden door de omwonenden gebruikt om nieuwe gebouwen op te richten. Slechts een verhoging in het veld bleef bestaan. Dit raakte overgroeid met bos. Op de Ferrariskaarten (1770-1778) werd het gebied aangeduid als Bois de Warande. Ook latere veldnamen dragen de naam Warande. Het gebied wordt doorsneden door de Asbeek die ooit de grachten van water voorzag.
In de loop van de 20e eeuw werden in de omgeving van de Warande veel fruitboomgaarden aangelegd. De contouren van de voormalige burcht zijn nog in de bodem zichtbaar.

## Flora en fauna
Het Warandebos is een nat elzenbroekbos. In 1988 werd een deel met populier beplant. Mede vanwege de kalkrijke overblijfselen van de burcht groeit hier gevlekte aronskelk, bosrank, gele dovenetel, slanke sleutelbloem, boskortsteel, boszegge, speenkruid en gewone salomonszegel.